# Pycnorhachis
Pycnorhachis là chi thực vật có hoa trong họ Apocynaceae.

## Các loài
- Pycnorhachis maingayi Hook.f., 1883: Malaysia bán đảo (Malacca).